# John Lyly
John Lyly (* 1553 in Kent, England; † November 1606 in London) war ein englischer Schriftsteller der Renaissance und Begründer des Euphuismus, außerdem ein Angestellter im Haushalt von Edward de Vere, dem Earl of Oxford. Er schrieb mehrere Dramen und prägte in den 1580er-Jahren das Repertoire der Kindertheatergruppen der Chapel Royal und St. Paul’s School.

## Leben
Lyly war der Sohn eines Geistlichen und promovierte 1575 in Oxford. 1578 brachte er in London die äußerst erfolgreiche Prosaromanze Euphues: or the Anatomy of Wit heraus. Der witzige Stil Lylys war hier mit widersprüchlichen, beschreibenden Sätzen angereichert, die als „Euphuismen“ viele zeitgenössische englische Schriftsteller beeinflussten. Der Euphuismus löste eine solch gewaltige Modewelle aus, dass 1627 der Dichter Drayton sagte, Lyly habe die Engländer gelehrt, wie Verrückte zu sprechen. Es wird vermutet, dass auch William Shakespeare Lyly gelegentlich stilistisch parodiert, etwa in  The Two Gentlemen of Verona. 1580 schrieb er die patriotische Folge Euphues and his England; in den folgenden Jahren erschienen dann acht Komödien über klassische und mythologische Themen. Auch als Dramatiker konnte Lyly die Sprache geschickt variieren, und seine meisterhaften Liebes- und Intrigenhandlungen begeisterten das Publikum. Lyly hob sicher das dramatische Niveau seiner Zeit, doch bald darauf wurde er von anderen noch übertroffen. Nach 1590 ließ die Gunst nach, die er bei Hof genossen hatte, und in seinen letzten Lebensjahren versuchte er vergebens, die verlorene Sympathie der englischen Königin Elisabeth I. Tudor zurückzugewinnen.
Die Mitte des 16. Jahrhunderts war in England von politischen und religiösen Wirren geprägt, die den Prozess der Verhöfischung zunächst störten. Königin Elisabeth I. wurde viel stärker als ihr Vater von den weniger geschliffenen Landjunkern und Geschäftsleuten der Londoner City getragen. Diese kämpften mit erheblichen kulturellen Minderwertigkeitsgefühlen gegenüber den Finessen der Italiener, Franzosen und Spanier.

## Werke in deutscher Übersetzung
- A Most Excellent Comedy of Alexander, Campaspe and Diogenes (1580):
  - Campaspe von John Lilly. In: Die Englische Bühne zu Shakespeare’s Zeit. Zwölf Dramen seiner Zeitgenossen. Uebersetzt von F. A. Gelbcke. Mit Einleitungen von Robert Boyle. Erster Theil. Campaspe. – Eduard II. – Volpone oder der Fuchs. – Die spanischen Zigeuner. Brockhaus, Leipzig 1805, S. 47–107 (Digitalisat bei Google Books)
  - Alexander und Campaspe. Ein Lustspiel. Nach der Übersetzung von F. A. Gelbcke bearbeitet von B. K. Tragelehn. Henschel Schauspiel 1963 (Infos und Leseprobe bei henschel-schauspiel.de)

## Zitate
- Fish and Guests in three days are stale (Fisch und Gäste sind nach drei Tagen nicht mehr frisch), Gallathea, 1583–85
- The sun shineth upon the dunghill, and is not corrupted, (Die Sonne scheint auf den Misthaufen, und beschmutzt sich dabei nicht)
- Assure yourself that Damon to his Pythias, Pylades to his Orestes, Titus to his Gysippus, Theseus to his Pyrothus, Scipio to his Laelius, was never found more faithful than Euphues will be to his Philautus (Sei versichert, dass Damon seinem Pythias, Pylades seinem Orest, Titus seinem Gysippus, Theseus seinem Pyrothus, Scipio seinem Laelius, niemals für treuer befunden wurde, als es Euphues seinem Philautus sein wird), Euphues: The Anatomy of Wit, 1579